# Wouri (Fluss)
Der Wouri (auch Vouri oder Vuri), deutsch Wuri, ist ein Fluss in Kamerun.

## Verlauf
Der Wouri ist ein Küstenfluss im Südwesten Kameruns. er wird aus dem Zusammenfluss der Flüsse Nkam und Makombé, 32 Kilometer nordöstlich der Stadt Yabassi gebildet. Von da fließt er weitere 160 Kilometer in südwestlicher Richtung, bis er bei Douala in den Kamerunästuar, in der Bucht von Bonny mündet.

## Geschichte des Namens des Flusses
Im Jahr 1472 drangen die Seeleute Fernão do Pós in die Mündung des Wouri ein, wo sie sich von der Fülle von Krabben begeistern ließen und den Fluss konsequenterweise Río dos Camarões nannten. Vom 16. Jahrhundert bis zum Beginn des 20. Jahrhunderts war der Wouri unter dem Namen Camarones („Krabben“ auf Spanisch) bekannt, woher der heutige Name Kameruns kommt. Während der deutschen Kolonialzeit wurde er als Wuri oder als Kamerunfluß und das anschließende Seegebiet als Kamerunästuar bezeichnet.

## Hydrometrie
Die Durchflussmenge des Flusses wurde in Yabassi zwischen den Jahren 1951 und 1977 bei etwa 70 % des Einzugsgebietes in m³/s gemessen
- Diagrammdaten:
- Definition |
- Rohdaten |
- Hilfe

## Die Brücken von Bonabéri

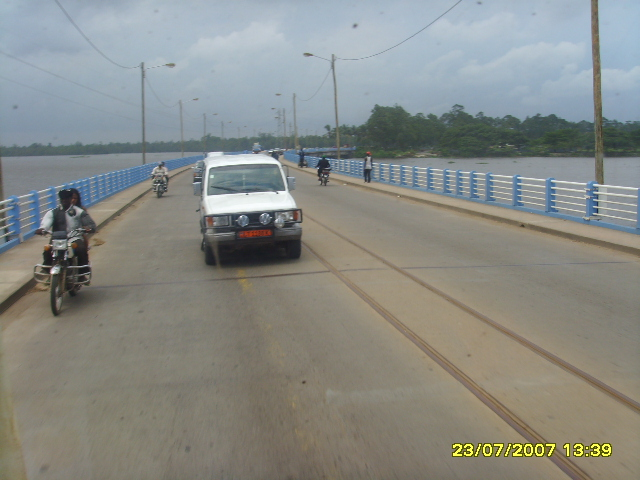
Die Brücke von Bonabéri

1952 bis 1954 bauten die französischen Kolonialherren eine Brücke, die Bonabéri mit Douala verbindet. Seit November 2013 entstand unmittelbar neben dieser für Westkamerun wichtigen Brücke ein weiteres Brückenbauwerk. Die Kosten für das Projekt wurden auf 129 Mio. € veranschlagt und die Bauzeit auf 36 Monate. Geplant war weiterhin, mehr als 500 vorab geschulte kamerunische Bauarbeiter sowie auch Poliere und Bauleiter überwiegend afrikanischer Herkunft zu beschäftigen. Das Bauwerk, das auf 760 m Länge aus mehreren Brückenfeldern mit 135 m Spannweite besteht, umfasst eine Eisenbahnspur (Fertigstellung: November 2016), fünf Fahrspuren und zwei Gehwege. Es wurde Mitte 2017 fertiggestellt.

## Bilder

Der Wouri
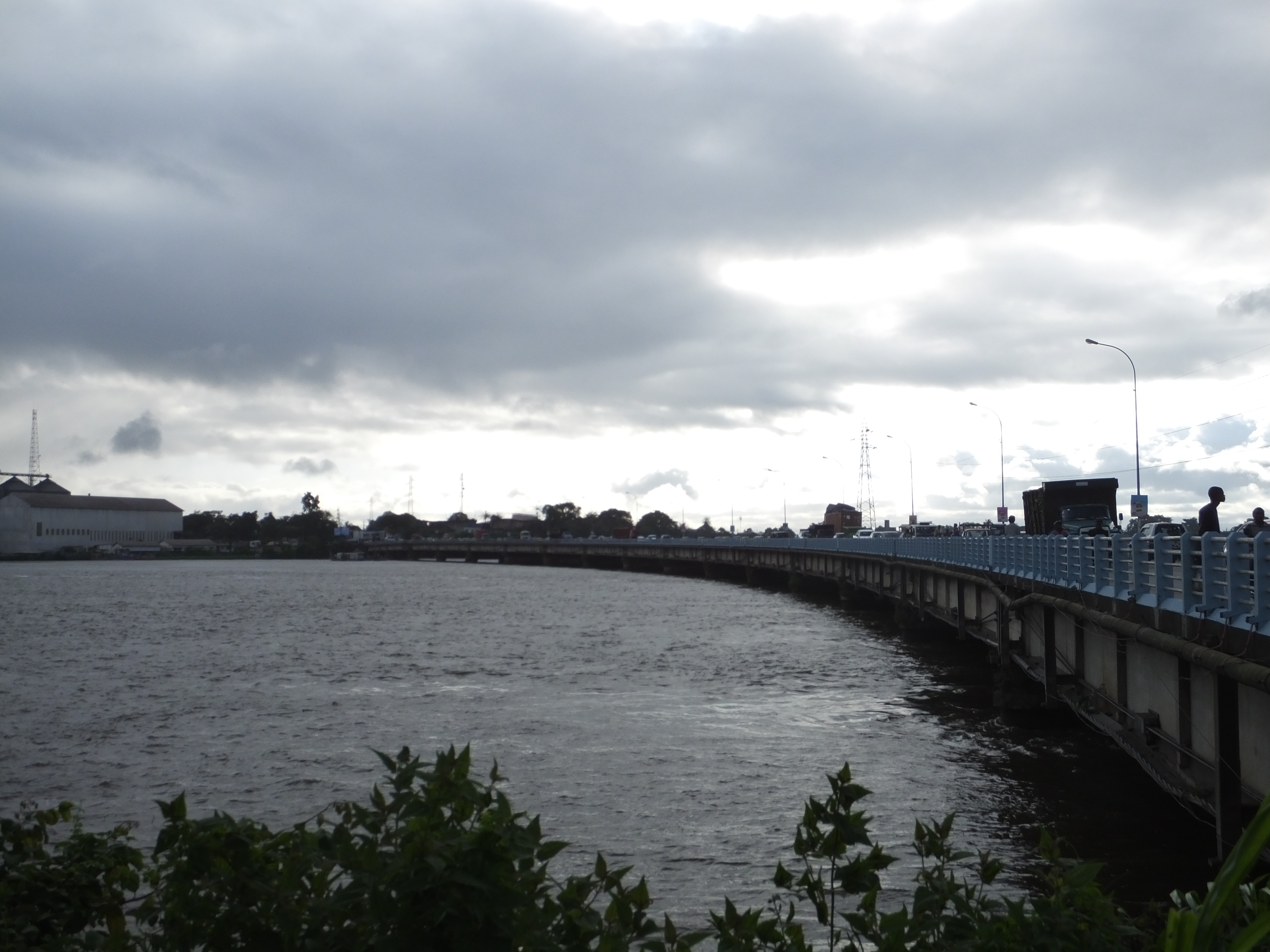
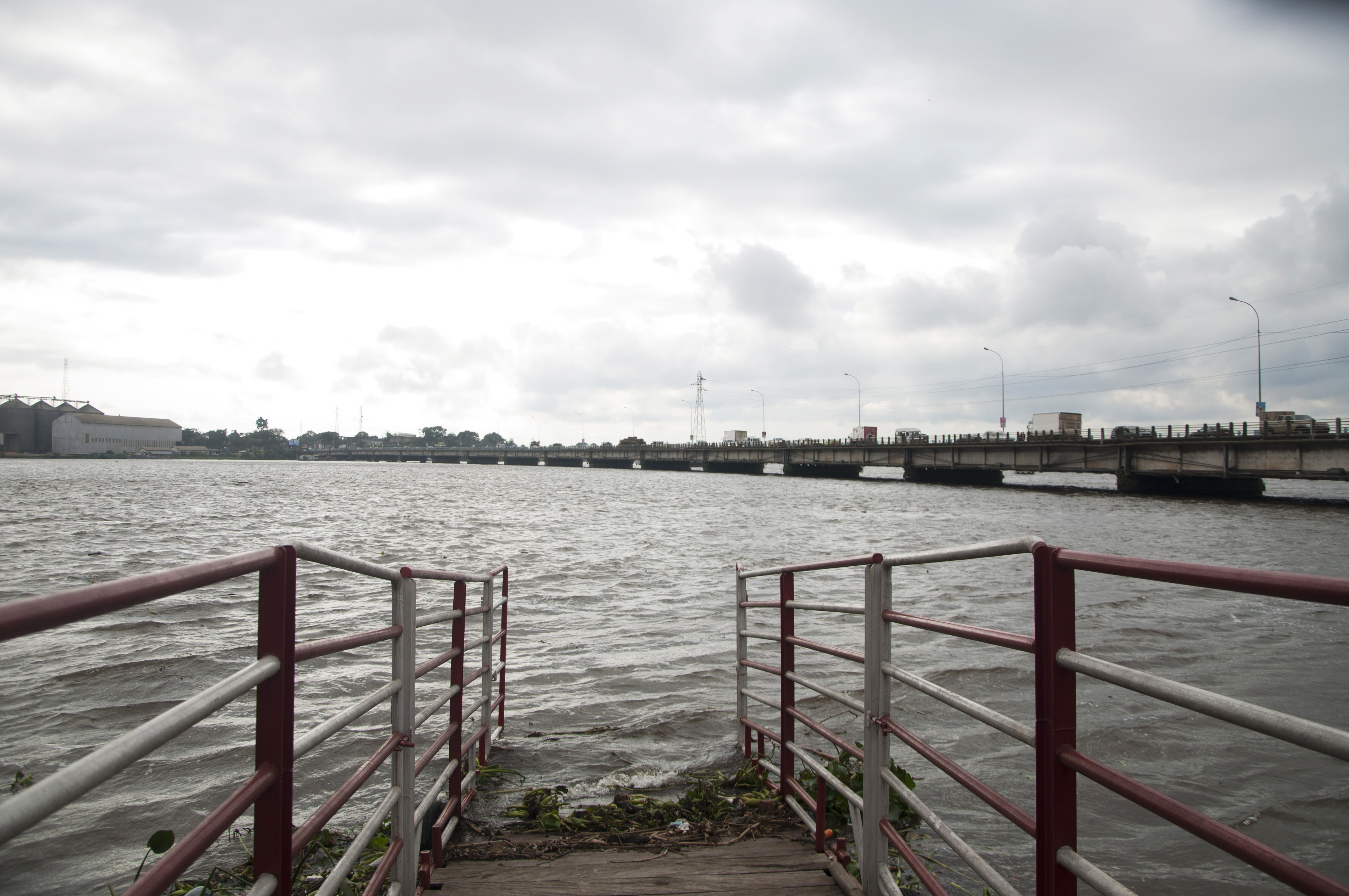
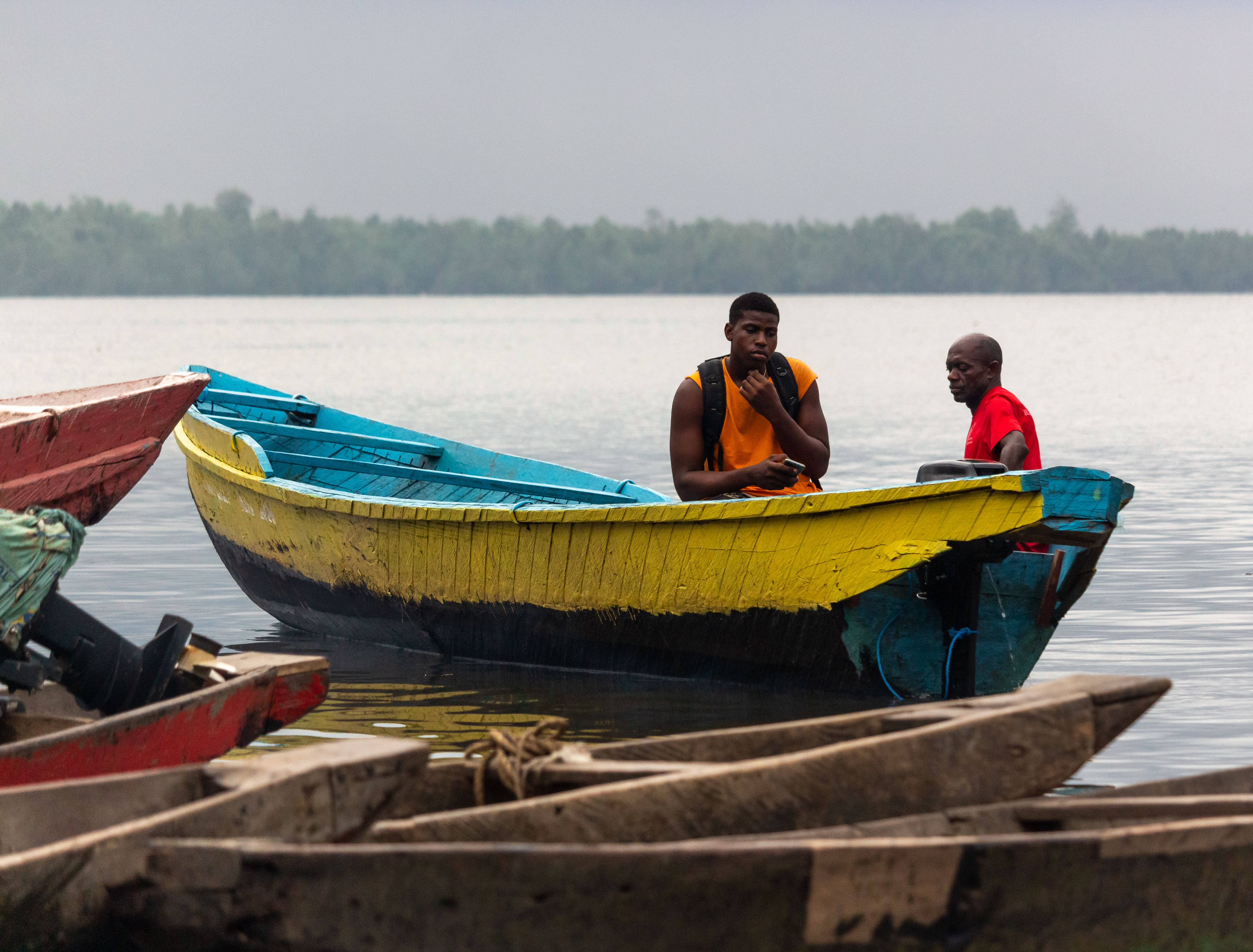
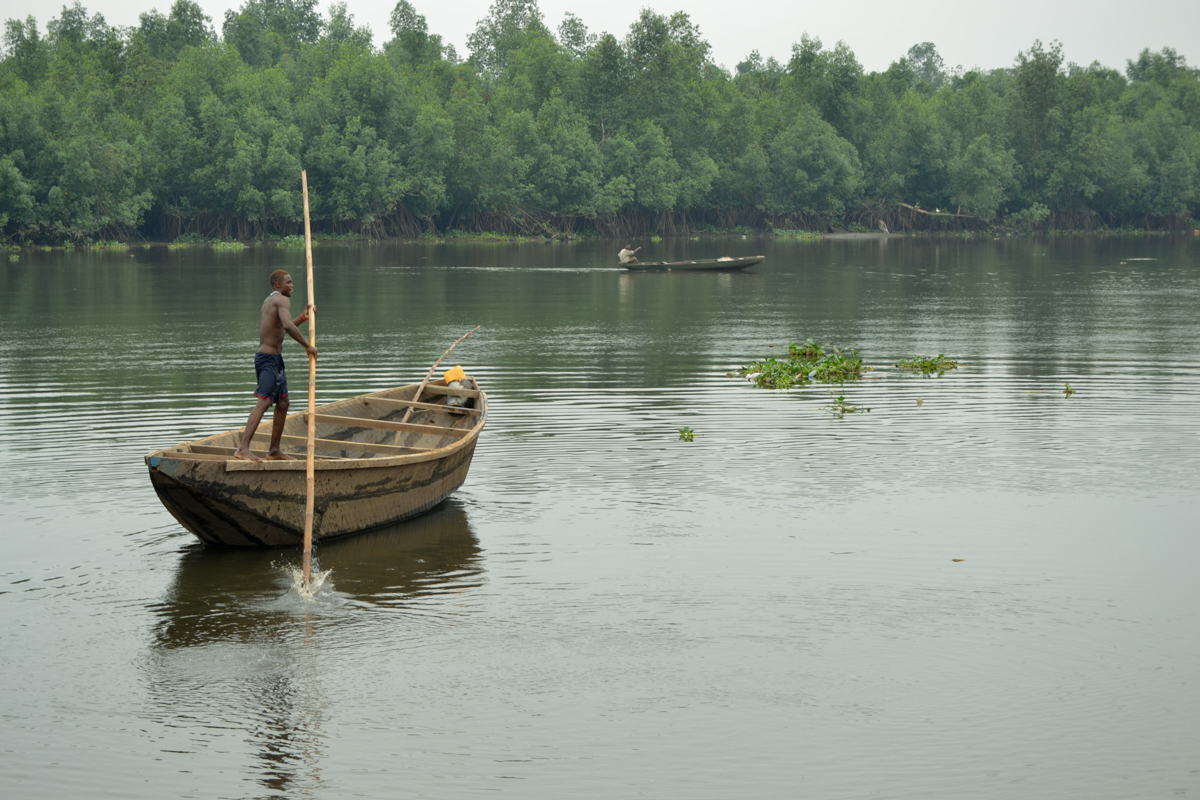